# Lijst van voetbalinterlands Bahrein - Laos (vrouwen)
Deze lijst van voetbalinterlands is een overzicht van alle officiële voetbalinterlands tussen de nationale vrouwenteams van Bahrein en Laos. De landen hebben tot nu toe één keer tegen elkaar gespeeld.

## Wedstrijden
| № | Plaats | Datum           | Competitie                                | Wedstrijd      | Uitslag |
| - | ------ | --------------- | ----------------------------------------- | -------------- | ------- |
| 1 | Arad   | 21 oktober 2021 | Aziatisch kampioenschap 2022 kwalificatie | Bahrein − Laos | 0 − 0   |

## Samenvatting
| Competitie                           | Totaal gespeeld | Winst Bahrein | Gelijk | Winst Laos | Doelsaldo Bahrein – Laos |
| ------------------------------------ | --------------- | ------------- | ------ | ---------- | ------------------------ |
| Aziatisch kampioenschap kwalificatie | 1               | 0             | 1      | 0          | 0 − 0                    |
| Totaal                               | 1               | 0             | 1      | 0          | 0 − 0                    |

BFA · A-internationals · Bahreins mannenelftal
2005 – 2009 · 2010 – 2019 · 2020 – 2029
Azerbeidzjan ·
Cyprus ·
Estland ·
Filipijnen ·
Hongkong ·
India ·
Indonesië ·
Irak ·
Iran ·
Jordanië ·
Kirgizië ·
Laos ·
Libanon ·
Litouwen ·
Malediven ·
Malta ·
Pakistan ·
Palestina ·
Qatar ·
Sri Lanka ·
Syrië ·
Tadzjikistan ·
Taiwan ·
Verenigde Arabische Emiraten ·
Vietnam